# Favières (Eure-et-Loir)
Favières település Franciaországban, Eure-et-Loir megyében. Lakosainak száma 625 fő (2022. január 1.). Favières Thimert-Gâtelles, Digny és Saint-Arnoult-des-Bois községekkel határos.

## Népesség
A település népességének változása:
| Lakosok száma | 186  | 321  | 362  | 478  | 597  | 608  | 595  | 600  | 609  | 625  |
|               | 1968 | 1982 | 1990 | 2006 | 2013 | 2015 | 2017 | 2019 | 2020 | 2022 |